# Pärnu

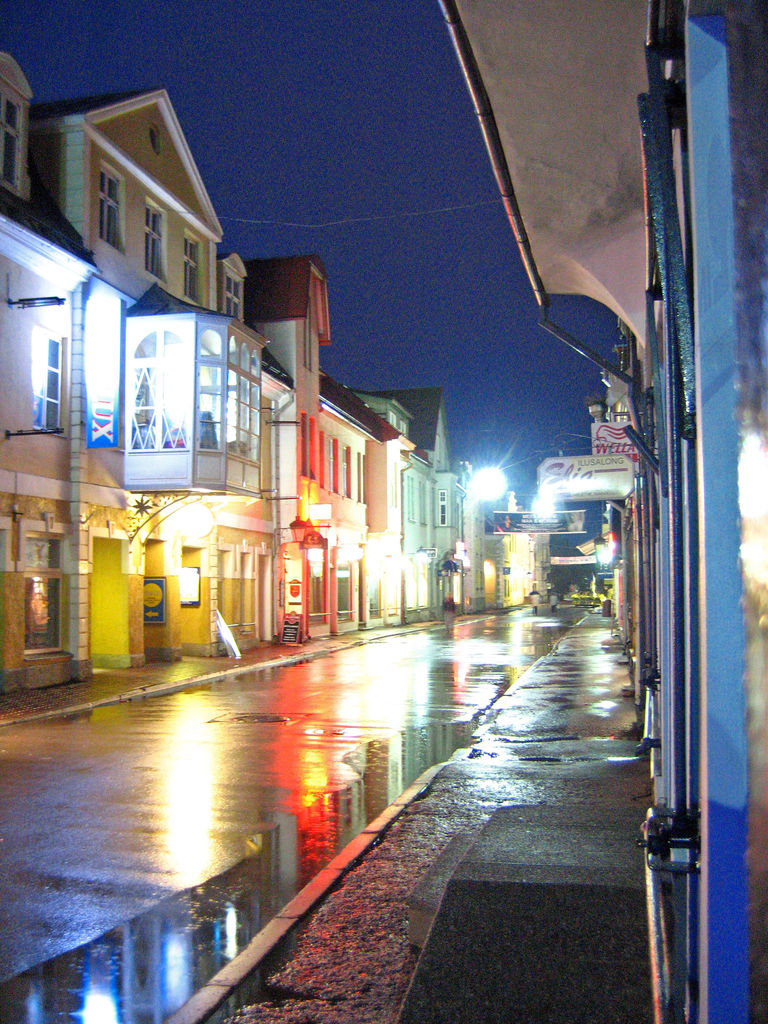
Pärnu belvárosa éjszaka

Pärnu város Észtország balti-tengeri partvonalán, a Pärnu-öböl mentén. Pärnu megye és Pärnu városi önkormányzat székhelye; közkedvelt üdülőhely, számos szállodával, étteremmel, és széles fövenyekkel. A várost kettészeli a Pärnu-folyó. Területe 33,22 km², lakosainak száma 39 748 fő, a népsűrűség 1 234 fő/km² (2005). A város és közvetlen környezetének légi forgalmát a Pärnui repülőtér szolgálja ki.

## Története
A középkor folyamán két kisebb város is létrejött a Pärnu-folyó mentén. Az egykori Peronát Ösel-Wik érseke alapította 1251 körül. A települést a későbbi források latinul Antiqua Peronának, németül Alt-Pernaunak, illetve észtül Vana-Pärnunak hívták. A folyó mentén fekvő másik várossal folyó hatalmi harcának köszönhetően Perona elpusztult az 1600-as évekre.
A város másik elődjét, Embekét (később németül Neu-Pernau, észtül Uus-Pärnu) 1265-ben hozták létre. A város részt vett a hanza kereskedelemben. A Lengyel Királyság 1560 és 1617 között birtokolta a terület fölött az uralmat. Már 1609-ben megvívtak egy csatát a város közelében a lengyel és svéd csapatok, de Svédország csak a később szerezte meg a várost, amit 1721-ben a nystadi békeszerződés aláírásával át kényszerült engedni az Orosz Birodalomnak.
Pärnu a független Észtország részévé lett az első világháború lezárultával.

## Népessége
| Lakosok száma | 49 000 | 52 000 | 39 728 | 40 401 | 39 784 | 39 828 | 39 375 | 39 438 | 41 226 | 41 520 |
|               | 1974   | 1997   | 2011   | 2012   | 2015   | 2016   | 2018   | 2019   | 2023   | 2024   |

## Közismert lakói
- Carl Gustav Jochmann, publicista
- Ivar Grünthal, költő
- Rein Helme, történész
- Georg Wilhelm Richmann, fizikus
- Friedrich Martens, jogász
- Nikita Panin, államférfi
- Lydia Koidula, költő
- Ewald Ammende, újságíró, emberjogi aktivista